# (137166) Netabahcall
(137166) Netabahcall est un astéroïde de la ceinture principale.

## Description
(137166) Netabahcall est un astéroïde de la ceinture principale. Il fut découvert le 20 mars 1999 à l'observatoire d'Apache Point par le programme Sloan Digital Sky Survey. Il présente une orbite caractérisée par un demi-grand axe de 3,10 UA, une excentricité de 0,08 et une inclinaison de 11,1° par rapport à l'écliptique.

## Compléments